# Chamaecrista portoricensis
Chamaecrista portoricensis är en ärtväxtart som först beskrevs av Ignatz Urban, och fick sitt nu gällande namn av Orator Fuller Cook och Guy N. Collins. Chamaecrista portoricensis ingår i släktet Chamaecrista och familjen ärtväxter.

## Underarter
Arten delas in i följande underarter:
- C. p. atlantica
- C. p. portoricensis